# Tudor Tudan
Tudor Tudan (* 2. September 1942 in Costești, Nord-Bukowina, Königreich Rumänien) ist ein rumänischer Künstler.

## Leben
Tudor Tudan absolvierte im Jahr 1963 seinen Abschluss an der Kunsthochschule Timișoara im Banat. Er lernte Malerei bei Professor Aurel Breilen, Kunstgeschichte bei Victor Gaga und Deliu Petroiu und Ästhetik bei Ion Iliescu.
Tudan unternahm 1967 Studienreisen nach Ungarn und in die Tschechoslowakei, 1968 in die Ukraine, nach Russland und Litauen, 1973 in die DDR, 1980 nach Bulgarien und 1990 in die Bundesrepublik Deutschland.
Tudor Tudan lebt und arbeitet in Lugosch.

## Werk und Rezeption

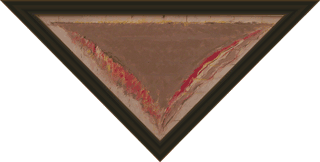
Câmp (Feld), Öl auf Leinwand 760×540×540 mm

Tudor Tudan ist ein rumänischer Maler, der im westlichen Europa bisher weniger bekannt ist. Seine Werke sind nicht nur Bilder, sondern auch Gedichte, die bisher noch nicht veröffentlicht und somit nur wenigen Personen bekannt sind.
Neben seinen Hauptwerken in Öl auf Leinwand hat er sich auch als talentierter Zeichner herausgestellt.

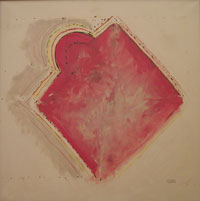
Hibrid (Hybrid), Öl auf Leinwand 1000×900 mm

### Schaffensperioden
Tudans Schaffen gliedert sich in folgende Perioden:
- Traditionelle Periode, 1963–1966
- Raum Periode (Blauer Himmel), 1966–1970
- Ikonen Periode, 1970–1975
- Polychrom-Hybriden Periode, 1975–1979
- Periode der lokalen Felder, 1979–1984
- Esoterische Periode, 1984–1991
- Periode des verallgemeinten Feldes, 1991–2000
- Virtuelle Perioden, 2000–2007

## Ausstellungen

### Einzelausstellungen
- 1966: Lugosch, Galerie „Dacia“

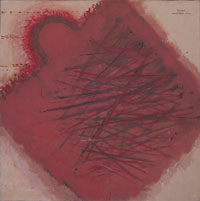
Hibrid (Hybrid), Öl auf Leinwand 700×700 mm

- 1968: Timișoara, Galerie „Mihai Eminescu“
- 1969: Bukarest, Aula Volksuniversität, Dalles
- 1972: Bukarest, Galerie „Gallatea“
- 1975: Lugosch, Kulturhaus, „Poarta Soarelui“
- 1977: Bukarest, Kunsthaus „Caminul Artei“, Vorstellung durch Dan Grigorescu
- 1988: Koge (Dänemark)
- 1989: Kopenhagen
- 1995: Würzburg
- 1996: Eschweiler, Kulturzentrum Talbahnhof „Phasen der Felder – Stufe I“, Vorstellung durch Pia von Dorp (Kunsthistorikerin)
- 1998: Aachen, Galerie „IL QUADRO“ „Phasen der Felder – Stufe II“
- 2007: Norra Skoga (Schweden), Installation nach dem Motto „Eingriff in die Natur – Landart“

### Gemeinschaftsausstellungen in Rumänien und Ausland
- 1974: Modena (Italien), „Orientamenti delle arti comtemporane“
- 1976: Vrsac, (Jugoslawien)
- 1977: Helsinki (Finnland)
- 1978: Paris (Frankreich)
- 1978: Timișoara, Kunstgalerie „Bastion“
- 1980: Widin, Bulgarien
- 1987: Lugosch, Kunstgalerie „Pro Arte“ Installation „Instalatie hibrida pentru demenarea realitatii transsenzoriale ARBOR“
- 2006: Lugosch, Kunstgalerie „Pro Arte“, „Remember 40 (1966–2006) Siviu Oravitzan, Vladimir Streletz, Tudor Tudan“

## Weblinks

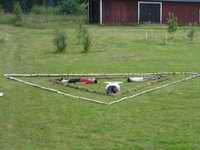
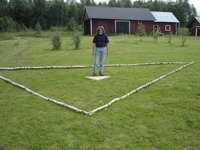
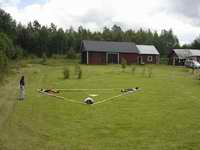
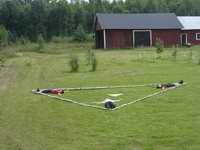
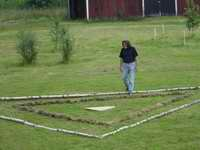